# Cratere Ehecatl
Ehecatl è un cratere sulla superficie di Rea.